# Gunpowder Milkshake
Gunpowder Milkshake è un film del 2021 diretto da Navot Papushado.
Pellicola di produzione statunitense con la sceneggiatura scritta dal regista Papushado con Ehud Lavski.

## Trama
In un flashback in una tavola calda, la dodicenne Sam apprende che sua madre, la killer  Scarlet, sta per lasciare la città dopo che ha fallito una missione. Degli uomini armati arrivano per uccidere Scarlet, ma è lei a farli fuori e a fuggire, abbandonando una sconvolta Sam alle cure di Nathan.
Quindici anni dopo, è Sam a lavorare come killer per Nathan, il capo delle risorse umane della stessa "Impresa" per la quale lavorava Scarlet. Nathan dà a Sam l'incarico di uccidere un uomo che ha rubato del denaro dell'Impresa e di recuperare i soldi. Sam si reca in un'armeria camuffata da biblioteca per scambiare le sue vecchie armi con delle nuove; là incontra Anna May, Madeline e Florence, tre ex compagne d'armi di Scarlet. Queste pensano inizialmente di ucciderla per essersi palesata senza una presentazione, ma cambiano idea quando scoprono la sua identità e la riforniscono d'armi "pulite".
Sam s'intrufola in una stanza d'albergo per recuperare il denaro rubato e spara all'addome del colpevole quando questi cerca di prendere il telefono che squilla. Ascoltando la conversazione, Sam scopre che ha rubato il denaro per salvare la sua figlioletta rapita, e che deve portarlo in una vicina sala da bowling per fare lo scambio. Sam lo porta da un dentista che cura i feriti per l'Impresa e si offre di fare lo scambio essa stessa.
Nathan scopre il piano e manda tre dei suoi scagnozzi per fermarla e recuperare i soldi, ma Sam li neutralizza e prosegue secondo il suo piano. Degli uomini mascherati le consegnano la bambina, Emily, prima di filarsela col denaro; Sam li insegue, ma i sequestratori se la prendono l'uno con l'altro, cosa che finisce con l'ucciderli a vicenda e distruggere il denaro rubato.
Intanto, Nathan scopre che uno degli scagnozzi uccisi da Sam in un incarico precedente era il figlio di Jim McAlister, il capo di una potente organizzazione criminale. Per evitare un conflitto, Nathan rivela le informazioni su Sam e il posto in cui si trova affinché possa essere uccisa. Sam torna dal dentista per riconsegnare Emily a suo padre, ma scoprono che l'uomo non ce l'ha fatta. Anche i tre scagnozzi di Nathan si trovano dal dentista per essere curati e ricevono l'ordine di uccidere la donna. Il dentista inietta a Sam un siero che non le permette di usare le braccia; essa chiede allora a Emily di attaccare con del nastro adesivo un coltello e un pistola alle sue mani e le usa per combattere e uccidere i suoi ex colleghi. Ne arrivano degli altri, ma Sam ed Emily fuggono in auto, con Emily che regge il volante e Sam che preme i pedali.
Sam riceve un messaggio da Nathan con l'indirizzo di una casa sicura dove può trovare del materiale per la fuga. Là Sam ed Emily incontrano Scarlet, che rivela di aver osservato Sam da lontano per 15 anni. Quando arrivano i tirapiedi di Nathan per uccidere Sam, Scarlet le guida fuori attraverso un passaggio segreto.
Si portano tutte e tre alla biblioteca, dove le donne che la gestiscono chiedono irate a Scarlet perché non abbia più dato sue notizie dopo essere scomparsa; arrivano poi gli uomini di Nathan armati. Sam cerca di tenerli a bada ma, dopo essere stata sopraffatta, Scarlet interviene per salvarla. Le bibliotecarie considerano la possibilità di fuggire con Emily, ma decidono poi di unirsi alla battaglia.
Gli uomini vengono tutti uccisi tranne Virgil, il nipote di Jim McAlister, che uccide Madeline e rapisce Emily. Virgil chiama Sam, che si offre di consegnarsi in cambio della liberazione della bambina. Sam si reca a incontrare Jim McAlister, che gli spiega che il suo figlio ultimogenito aveva quattro sorelle più vecchie, con le quali non riusciva ad avere un rapporto perché non capiva le donne. Jim intende torturare Sam e costringere Emily a guardare, ma Scarlet, Anna May e Florence arrivano con le armi in pugno a liberarle. Sam prende Emily con sé e lascia la tavola calda prima che le altre tre donne uccidano Jim e tutti i suoi scagnozzi.
Qualche tempo dopo, Sam chiede scusa a Emily per l'uccisione di suo padre; la bambina la perdona. Emily si reca a casa di Nathan travestita da ragazza scout, come stratagemma per far entrare Sam, che minaccia Nathan affinché la cancelli dalla lista degli obiettivi dell'Impresa. Sam, Emily, Scarlet, Anna May e Florence viaggiano infine insieme verso la costa.

## Produzione
Il progetto è stato annunciato durante l'annuale American Film Market nell'aprile 2018, con StudioCanal e The Picture Company che si sono aggiudicati i diritti del film. Nel gennaio 2019, Karen Gillan è stata scelta per il film. A febbraio è stata scritturata Lena Headey, Angela Bassett si è unita ad aprile e Paul Giamatti, Michelle Yeoh, Carla Gugino e Ivan Kaye si sono uniti a maggio.  Nel giugno 2019, Adam Nagaitis e Ralph Ineson si sono uniti al cast del film. Le riprese sono iniziate il 3 giugno 2019 e sono terminate il 20 agosto 2019 a Berlino.

## Distribuzione
Nel febbraio 2020, STXfilms acquisì i diritti di distribuzione, ma li vendette a Netflix l'aprile successivo.
Il film è stato distribuito su Netflix in Nord America il 14 luglio 2021, in contemporanea con una limitata distribuzione cinematografica. In Italia è disponibile dallo stesso giorno su Prime Video.

## Accoglienza

### Incassi
Ad agosto 2021, gli incassi del film in tutto il mondo erano l'equivalente di 1 015 760 dollari.

### Critica
Sul sito Rotten Tomatoes, il film ha un tasso d'approvazione del  58% sulla base di 155 recensioni, con un punteggio medio di 5,8/10. Su Metacritic ha una media pesata di 47 su 100, in base a 28 critici, cosa che indica "recensioni contrastanti o nella media."
Richard Roeper del Chicago Sun-Times diede al film 3 stelle su 4 e dichiarò: "Se stai per fare un'improvvisazione pazzamente esagerata, pesantemente stilizzata, crivellata di proiettili e centrata su donne nello stile dei film di John Wick, puoi anche darle un titolo fantasticamente ridicolo". Cody Corrall del Chicago Reader diede al film 2 stelle e mezzo su 4, dichiarando: "Gli alti e bassi emozionali non sono mai realmente bilanciati, e gli effetti speciali sembrano più scioccanti e datati che apertamente di stile, ma Gunpowder Milkshake fa in modo di radunare un dinamico insieme d'interpreti per divertirsi e far esplodere delle cazzate". Benjamin Lee del Guardian diede al 3 stelle su 5 e dichiarò: "Il film a tratti ti agita, irreale come un videogioco ma forse sarebbe meglio considerarlo tale: sarebbe più facile accettare i suoi fronzoli caricaturali". John Anderson del The Wall Street Journal lo recensì positivamente e scrisse: "Sicuramente non è il tipo di confusione che possa piacere a tutti. Come compensazione per l'esuberante comparto visivo, la trama è rassicurante, specialmente per i fan di Nikita, Léon, Gloria e un qualsiasi predecessore di grande calibro". Caroline Siede di The A.V. Club diede al film una B e dichiarò: "La novità di guardare le componenti del notevole ensemble femminile del film che si tengono continuamente testa non svanisce mai, anche se Gunpowder Milkshake dà la sensazione di graffiare solamente la superficie di ciò che le sue interpreti principali possano fare".
John DeFore di The Hollywood Reporter recensì il film negativamente e dichiarò: "Sebbene non manchi di momenti topici, il film offre troppo poche cose interessanti da fare per le donne nei ruoli chiave, e dà l'impressione di essere un adattamento di un albo a fumetti scritto al solo scopo di essere venduto a una casa cinematografica in cerca di soggetti". Anche Robert Abele del Los Angeles Times diede al film una recensione negativa, dichiarando: "Mi sono sentito maggiormente rattristato per questa squadra di supporto di veterane, impastoiate da un film in cui importano di più il feticismo delle armi e l'adesione di facciata a una sorellanza protettiva che il fatto di dare a queste donne un fantastico combattimento all'ultimo sangue, questo sì motivante e coinvolgente fino in fondo". Meagan Navarro di Bloody Disgusting diede al film 2 stelle e mezzo su 5 e dichiarò: "Pattina sulla sua lista di interpreti femminili, avendo chiaramente uno sballo assoluto, e un mucchio di scene d'azione ben congegnate". Calum Marsh del New York Times diede una recensione negativa e dichiarò:  "La pacchianeria di Papushado appare presuntuosa e senza distinzioni, come se cercasse semplicemente di far apparire 'fico' ogni fotogramma". Monica Castillo di RogerEbert.com diede al film 2 stelle su 4 e dichiarò: "Non c'è carisma, per quanto grande, che possa ovviare a ciò che manca alla sceneggiatura di Papushado ed Ehud Lavski". Richard Whittaker dell' Austin Chronicle diede al film 2 stelle su 5, dichiarando "Come un dignitoso milkshake, ti piace finché lo stai sorbendo, ma probabilmente non lo ricorderai dopo che l'hai finito". Elizabeth Weitzman di TheWrap lo recensì negativamente e dichiarò: "Inserire donne anziché uomini nei ruoli principali di generici film di genere può essere ancora considerato una qualche forma di progresso? Puoi passare ore ponderando le deprimenti implicazioni di questo problema, in modo particolare dato che c'è già un sequel in fase di sviluppo." Kate Erbland di IndieWire diede al film una "B" e dichiarò: "La scarica di zuccheri che accompagna Gunpowder Milkshake è più che sufficiente a occupare un posto di rilievo in un sottogenere in rapida crescita, con una ciliegina sulla sommità". Barry Hertz di The Globe and Mail lo recensì negativamente e dichiarò: "Questa è una riciclata nullità con sparatorie, travestita feticisticamente nel cosplay dell'uguaglianza. Le donne non sono personaggi a cui affezionarsi, ma arredi scenici che uccidono e sono uccisi".

## Sequel
Il 30 aprile 2021 Deadline Hollywood ha annunciato che The Picture Company e StudioCanal stavano lavorando al sequel. Il 6 luglio 2021 StudioCanal ha confermato durante una presentazione speciale per il suo trentesimo anniversario a Cannes che un sequel è ufficialmente in sviluppo.